# Nội các Lý Hiển Long thứ tư
Nội các Lý Hiển Long thứ tư của Chính phủ Singapore được công bố vào ngày 28 tháng 9 năm 2015 sau cuộc tổng tuyển cử vào ngày 11 tháng 9 năm 2015 và có hiệu lực từ ngày 1 tháng 10 năm 2015. Ngày sau cuộc bầu cử, Thủ tướng Lý Hiển Long nói với báo chí rằng ông sẽ thành lập Nội các trong vòng hai tuần.
Có bảy người là thành viên nội các mới, năm người trong số họ là những nghị viên mới được bầu:
- Vương Ất Khang - Bộ trưởng (mới được bầu và bổ nhiệm vào ngày 28 tháng 10 năm 2016[4]).
- Hoàng Chí Minh - Bộ trưởng (mới được bầu và bổ nhiệm vào ngày 28 tháng 10 năm 2016[4]).
- Từ Phương Đạt - Quốc vụ khanh (mới được bầu).
- Hứa Bảo Côn - Quốc vụ khanh từ ngày 1 tháng 1 năm 2016 (mới được bầu).
- Janil Puthucheary - Quốc vụ khanh từ ngày 1 tháng 1 năm 2016.
- Mã Viêm Khanh - Thứ trưởng Chính vụ.
- Amrin Amin - Thứ trưởng Chính vụ (mới được bầu).

Ngoài ra còn có ba viên chức văn phòng sắp từ nhiệm: Lữ Đức Diệu, Hawazi Daipi và Lý Dịch Hiền. Lữ Đức Diệu và Hawazi Daipi đã được yêu cầu nghỉ hưu trước cuộc tổng tuyển cử năm 2015 trong khi Lý Dịch Hiền đã đề nghị bước xuống và rút vào hàng ghế sau (nguyên văn: backbench - chỉ những nghị sĩ không nắm giữ chức vụ nào trong Chính phủ, thường ngồi ở các dãy ghế sau cùng trong phòng họp Nghị viện).

## Thành phần ban đầu

### Nội các
Trước cuộc tổng tuyển cử vào ngày 11 tháng 9 năm 2015, Bộ trưởng Bộ Giao thông Lui Tuck Yew tuyên bố nghỉ hưu vào ngày 11 tháng 8. Tất cả viên chức đương nhiệm đều bảo vệ thành công ghế đại biểu trong cuộc bầu cử.
Trong cuộc họp báo, Thủ tướng Lý Hiển Long cho biết: "Tôi đã đưa ra những trách nhiệm nặng nề đối với các thế hệ Bộ trưởng kế tiếp, họ sẽ tiếp tục chịu những áp lực và được kiểm tra. Họ phải chứng minh bản thân và phải phối nhập với nhau như một đội. Ngay sau khi kết thúc nhiệm kỳ này, chúng ta phải có một đội mới sẵn sàng tiếp nhận từ tôi ".
Ba bộ trưởng kỳ cựu được bổ nhiệm làm Bộ trưởng điều phối, mỗi người đều giám sát một số ít các bộ.
- An ninh Quốc gia - Trương Chí Hiền.
- Kinh tế và Chính sách Xã hội - Tharman Shanmugaratnam.
- Cơ sở hạ tầng - Hứa Văn Viễn.

Một số Bộ trưởng khác lại được thay đổi nhiệm vụ:
- Vivian Balakrishnan - từ Bộ Môi trường và Nguồn nước sang Bộ Ngoại giao.
- K. Shanmugam - từ Bộ Ngoại giao sang Bộ Nội vụ, trong vẫn đảm nhận Bộ Tư pháp.
- Vương Thụy Kiệt - từ Bộ Giáo dục sang Bộ Tài chính.
- Hoàng Tuần Tài - từ Bộ Văn hoá, Cộng đồng và Thanh niên sang Bộ Phát triển Quốc gia.
- Masagos Zulkifli - từ Văn phòng Thủ tướng sang Bộ Môi trường và Nguồn nước.
- Phó Hải Yến - từ Văn phòng Thủ tướng sang Bộ Văn hoá, Cộng đồng và Thanh niên.

Bộ Giáo dục và Bộ Công thương sẽ có hai bộ trưởng đầy đủ, đảm nhận hai lĩnh vực riêng biệt.
| Chức vụ                                                                        | Tên                                   | Ảnh                    | Ngày nhậm chức                                                         |
| ------------------------------------------------------------------------------ | ------------------------------------- | ---------------------- | ---------------------------------------------------------------------- |
| Thủ tướng                                                                      | Lý Hiển Long 李显龙                   | Lee Hsien Loong        | 12 tháng 8 năm 2004                                                    |
| Phó Thủ tướng                                                                  | Trương Chí Hiền 张志贤                | Teo Chee Hean          | 1 tháng 4 năm 2009                                                     |
| Bộ trưởng điều phối An ninh Quốc gia                                           | Trương Chí Hiền 张志贤                | Teo Chee Hean          | 1 tháng 10 năm 2015                                                    |
| Phó Thủ tướng                                                                  | Tharman Shanmugaratnam தர்மன் சண்முகரத்தினம் | Tharman Shanmugaratnam | 21 tháng 5 năm 2011                                                    |
| Bộ trưởng điều phối Kinh tế và Chính sách Xã hội                               | Tharman Shanmugaratnam தர்மன் சண்முகரத்தினம் | Tharman Shanmugaratnam | 1 tháng 10 năm 2015                                                    |
| Bộ trưởng điều phối Cơ sở hạ tầng Bộ trưởng Bộ Giao thông                      | Hứa Văn Viễn 许文远                   | Hứa Văn Viễn           | 1 tháng 10 năm 2015                                                    |
| Bộ trưởng Văn phòng Thủ tướng                                                  | Chan Chun Sing 陈振声                 | Chan Chun Sing         | 1 tháng 10 năm 2015                                                    |
| Bộ trưởng Bộ Truyền thông và Thông tin Bộ trưởng phụ trách các vấn đề Hồi giáo | Yaacob Ibrahim يعقوب إبراهيم          | Yaacob Ibrahim         | 1 tháng 10 năm 2015                                                    |
| Bộ trưởng Bộ Văn hoá, Cộng đồng và Thanh niên                                  | Phó Hải Yến 傅海燕                    | Phó Hải Yến            | 1 tháng 10 năm 2015                                                    |
| Bộ trưởng Bộ Quốc phòng                                                        | Ng Eng Hen 黄永宏                     | Ng Eng Hen             | 1 tháng 10 năm 2015                                                    |
| Bộ trưởng Bộ giáo dục (Học đường)                                              | Ng Chee Meng 黄志明                   | Ng Chee Meng           | 1 tháng 10 năm 2015 - 31 tháng 10 năm 2016 (quyền) 1 tháng 11 năm 2016 |
| Bộ trưởng thứ hai Bộ Giao thông                                                | Ng Chee Meng 黄志明                   | Ng Chee Meng           | 1 tháng 11 năm 2016                                                    |
| Bộ trưởng Bộ giáo dục (Giáo dục cấp cao và các kỹ năng)                        | Ong Ye Kung 王乙康                    | Ong Ye Kung            | 1 tháng 10 năm 2015 - 31 tháng 10 năm 2016 (quyền) 1 tháng 11 năm 2016 |
| Bộ trưởng thứ hai Bộ Quốc phòng                                                | Ong Ye Kung 王乙康                    | Ong Ye Kung            | 1 tháng 11 năm 2016                                                    |
| Bộ trưởng Bộ Môi trường và Nguồn nước                                          | Masagos Zulkifli ماسڬوس ذوالكفل       | Masagos Zulkifli       | 1 tháng 10 năm 2015                                                    |
| Bộ trưởng Bộ Tài chính                                                         | Vương Thụy Kiệt 王瑞杰                | Vương Thụy Kiệt        | 1 tháng 10 năm 2015                                                    |
| Bộ trưởng Bộ Ngoại giao                                                        | Vivian Balakrishnan விவியன் பாலகிருஷ்ணன்      | Vivian Balakrishnan    | 1 tháng 10 năm 2015                                                    |
| Bộ trưởng Văn phòng Thủ tướng Bộ trưởng thứ hai Bộ Nhân lực                    | Josephine Teo 杨莉明                  | Josephine Teo          | 1 tháng 5 năm 2017                                                     |
| Bộ trưởng thứ hai Bộ Nội vụ                                                    | Josephine Teo 杨莉明                  | Josephine Teo          | 11 tháng 9 năm 2017                                                    |
| Bộ trưởng Bộ Y tế                                                              | Gan Kim Yong 颜金勇                   | Gan Kim Yong           | 1 tháng 10 năm 2015                                                    |
| Bộ trưởng Bộ Nội vụ Bộ trưởng Bộ Tư pháp                                       | K. Shanmugam காசிவிஸ்வநாதன் சண்முகம்           |                        | 1 tháng 10 năm 2015                                                    |
| Bộ trưởng Bộ Phát triển Gia đình và Xã hội                                     | Desmond Lee 李智陞                    |                        | 11 tháng 9 năm 2017                                                    |
| Bộ trưởng thứ hai Bộ Phát triển Quốc gia                                       | Desmond Lee 李智陞                    | 1 tháng 5 năm 2017     |                                                                        |
| Bộ trưởng Bộ Nhân lực                                                          | Lim Swee Say 林瑞生                   | Lim Swee Say           | 1 tháng 10 năm 2015                                                    |
| Bộ trưởng Bộ Phát triển Quốc gia                                               | Hoàng Tuần Tài 黄循财                 | Hoàng Tuần Tài         | 1 tháng 10 năm 2015                                                    |
| Bộ trưởng thứ hai Bộ Tài chính                                                 | Hoàng Tuần Tài 黄循财                 | Hoàng Tuần Tài         | 22 tháng 8 năm 2016                                                    |
| Bộ trưởng Bộ Thương mại và Công nghiệp (Công nghiệp)                           | S. Iswaran                            |                        | 1 tháng 10 năm 2015                                                    |
| Bộ trưởng Bộ Thương mại và Công nghiệp (Thương mại)                            | Lim Hng Kiang 林勋强                  | Lim Hng Kiang          | 1 tháng 10 năm 2015                                                    |

### Quốc vụ khanh và Thứ trưởng Chính vụ
Desmond Lee, Mohamad Maliki Osman và Sim Ann được thăng từ Quốc vụ khanh lên Quốc vụ khanh cấp cao.

## Cải tổ

### Kể từ ngày 1 tháng 10 năm 2015 và 1 tháng 1 năm 2016
| Các bộ                              | Bộ trưởng | Quốc vụ khanh                                                                                             | Thứ trưởng Chính vụ                       |
| ----------------------------------- | --- | --- | ----------------------------------------- |
| Văn phòng Thủ tướng                 | - Lee Hsien Loong (Thủ tướng) - Teo Chee Hean (Phó Thủ tướng và Bộ trưởng điều phối An ninh Quốc gia) - Tharman Shanmugaratnam (Phó Thủ tướng và Bộ trưởng điều phối Kinh tế và Chính sách Xã hội) - Hứa Văn Viễn (Bộ trưởng điều phối Cơ sở hạ tầng) - Chan Chun Sing (Bộ trưởng) | - Heng Chee How (Quốc vụ khanh cấp cao) - Josephine Teo (Quốc vụ khanh cấp cao) - Sam Tan (Quốc vụ khanh) |                                           |
| Bộ Quốc phòng                       | - Ng Eng Hen | - Maliki Osman (Quốc vụ khanh) - Ong Ye Kung (Quốc vụ khanh cấp cao)                                      |                                           |
| Bộ Ngoại giao                       | - Vivian Balakrishnan | - Josephine Teo (Quốc vụ khanh cấp cao) - Maliki Osman (Quốc vụ khanh cấp cao)                            |                                           |
| Bộ Nội vụ                           | - K. Shanmugam | - Desmond Lee (Quốc vụ khanh cấp cao)                                                                     | - Amrin Amin                              |
| Bộ Thương mại và Công nghiệp        | - Lim Hng Kiang (Bộ trưởng Bộ Thương mại và Công nghiệp (Thương mại)) - S. Iswaran (Bộ trưởng Bộ Thương mại và Công nghiệp (Công nghiệp)) | - Koh Poh Koon (Quốc vụ khanh)                                                                            | - Low Yen Ling                            |
| Bộ Tài chính                        | - Vương Thụy Kiệt | - Indranee Rajah (Quốc vụ khanh cấp cao) - Sim Ann (Quốc vụ khanh cấp cao)                                |                                           |
| Bộ Nhân lực                         | - Lim Swee Say | - Teo Ser Luck (Quốc vụ khanh) - Sam Tan (Quốc vụ khanh)                                                  |                                           |
| Bộ Giao thông                       | - Hứa Văn Viễn | - Josephine Teo (Quốc vụ khanh cấp cao) - Ng Chee Meng (Quốc vụ khanh cấp cao)                            |                                           |
| Bộ Phát triển Quốc gia              | - Hoàng Tuần Tài | - Desmond Lee (Quốc vụ khanh cấp cao) - Koh Poh Koon (Quốc vụ khanh)                                      |                                           |
| Bộ Truyền thông và Thông tin        | - Yaacob Ibrahim | - Chee Hong Tat (Quốc vụ khanh) - Janil Puthucheary (Quốc vụ khanh)                                       |                                           |
| Bộ Môi trường và Nguồn nước         | - Masagos Zulkifli | - Amy Khor (Quốc vụ khanh cấp cao)                                                                        |                                           |
| Bộ Tư pháp                          | - K. Shanmugam | - Indranee Rajah (Quốc vụ khanh cấp cao)                                                                  |                                           |
| Bộ Y tế                             | - Gan Kim Yong | - Amy Khor (Quốc vụ khanh cấp cao) - Lam Pin Min (Quốc vụ khanh) - Chee Hong Tat (Quốc vụ khanh)          |                                           |
| Bộ Giáo dục                         | - Ng Chee Meng (Bộ trưởng Bộ giáo dục (Học đường)) - Ong Ye Kung (Bộ trưởng Bộ giáo dục (Giáo dục cấp cao và các kỹ năng)) | - Janil Puthucheary (Quốc vụ khanh)                                                                       | - Muhammad Faishal Ibrahim - Low Yen Ling |
| Bộ Phát triển Gia đình và Xã hội    | - Tan Chuan-Jin | | - Muhammad Faishal Ibrahim                |
| Bộ Văn hoá, Cộng đồng và Thanh niên | - Phó Hải Yến | - Sim Ann (Quốc vụ khanh cấp cao)                                                                         | - Baey Yam Keng                           |

### Kể từ ngày 1 tháng 5 và 11 tháng 9 năm 2017
| Các bộ                              | Bộ trưởng | Quốc vụ khanh | Thứ trưởng Chính vụ (nghị viên thuộc nghị viện được bổ nhiệm giúp việc cho Bộ trưởng)                 |
| ----------------------------------- | --- | --- | --- |
| Văn phòng Thủ tướng                 | - Lý Hiển Long (Thủ tướng) - Trương Chí Hiền (Phó Thủ tướng và Bộ trưởng điều phối An ninh quốc gia) - Tharman Shanmugaratnam (Phó Thủ tướng và Bộ trưởng điều phối Kinh tế và Chính sách xã hội) - Khaw Boon Wan (Bộ trưởng điều phối Cơ sở hạ tầng) - Chan Chun Sing (Bộ trưởng) - Josephine Teo (Bộ trưởng) | - Heng Chee How (Quốc vụ khanh cấp cao) - Sam Tan (Quốc vụ khanh)                                                | |
| Bộ Quốc phòng                       | - Ng Eng Hen - Ong Ye Kung (Bộ trưởng thứ hai) | - Maliki Osman (Quốc vụ khanh cấp cao)                                                                           | |
| Bộ Ngoại giao                       | - Vivian Balakrishnan | - Maliki Osman (Quốc vụ khanh cấp cao) - Sam Tan (Quốc vụ khanh)                                                 | |
| Bộ Nội vụ                           | - K. Shanmugam - Josephine Teo (Bộ trưởng thứ hai) | | - Amrin Amin (Thứ trưởng Chính vụ)                                                                    |
| Bộ Thương mại và Công nghiệp        | - Lim Hng Kiang (Bộ trưởng Bộ Thương mại và Công nghiệp (Thương mại)) - S. Iswaran (Bộ trưởng Bộ Thương mại và Công nghiệp (Công nghiệp)) | - Koh Poh Koon (Quốc vụ khanh cấp cao) - Sim Ann (Quốc vụ khanh cấp cao)                                         | - Low Yen Ling (Thứ trưởng Chính vụ)                                                                  |
| Bộ Tài chính                        | - Heng Swee Keat - Lawrence Wong (Bộ trưởng thứ hai) | - Indranee Rajah (Quốc vụ khanh cấp cao)                                                                         | |
| Bộ Nhân lực                         | - Lim Swee Say - Josephine Teo (Bộ trưởng thứ hai) | - Teo Ser Luck (Quốc vụ khanh) - Sam Tan (Quốc vụ khanh)                                                         | |
| Bộ Giao thông                       | - Khaw Boon Wan - Ng Chee Meng (Bộ trưởng thứ hai) | - Lam Pin Min (Quốc vụ khanh cấp cao)                                                                            | |
| Bộ Phát triển Quốc gia              | - Lawrence Wong - Desmond Lee (Bộ trưởng thứ hai) | - Koh Poh Koon (Quốc vụ khanh)                                                                                   | |
| Bộ Truyền thông và Thông tin        | - Yaacob Ibrahim | - Chee Hong Tat (Quốc vụ khanh cấp cao) - Janil Puthucheary (Quốc vụ khanh cấp cao)                              | |
| Bộ Môi trường và Nguồn nước         | - Masagos Zulkifli | - Amy Khor (Quốc vụ khanh cấp cao)                                                                               | |
| Bộ Tư pháp                          | - K. Shanmugam | - Indranee Rajah (Quốc vụ khanh cấp cao)                                                                         | |
| Bộ Y tế                             | - Gan Kim Yong | - Amy Khor (Quốc vụ khanh cấp cao) - Lam Pin Min (Quốc vụ khanh cấp cao) - Chee Hong Tat (Quốc vụ khanh cấp cao) | - Amrin Amin (Thứ trưởng Chính vụ)                                                                    |
| Bộ Giáo dục                         | - Ng Chee Meng (Bộ trưởng Bộ giáo dục (Học đường)) - Ong Ye Kung (Bộ trưởng Bộ giáo dục (Giáo dục cấp cao và các kỹ năng)) | - Janil Puthucheary (Quốc vụ khanh cấp cao)                                                                      | - Muhammad Faishal Ibrahim (Thứ trưởng Chính vụ cấp cao) - Low Yen Ling (Thứ trưởng Chính vụ cấp cao) |
| Bộ Phát triển Gia đình và Xã hội    | - Desmond Lee | | - Muhammad Faishal Ibrahim (Thứ trưởng Chính vụ cấp cao)                                              |
| Bộ Văn hoá, Cộng đồng và Thanh niên | - Grace Fu | - Sim Ann (Quốc vụ khanh cấp cao)                                                                                | - Baey Yam Keng (Thứ trưởng Chính vụ)                                                                 |